# Казети Сгвацалока (Болоња)
Казети Сгвацалока (итал. Casetti Sguazzaloca) је насеље у Италији у округу Болоња, региону Емилија-Ромања.
Према процени из 2011. у насељу је живело 26 становника. Насеље се налази на надморској висини од 12 м.